# Dino Pieraccioni
Dino Pieraccioni (Pontassieve, 11 marzo 1920 – Firenze, 9 dicembre 1989) è stato un filologo classico, grecista e grammatico italiano.

## Biografia
Fu allievo all'Università fiorentina del filologo Giorgio Pasquali (1885-1952) e della papirologa Medea Norsa, presentando come tesi di laurea (1945) le importanti Lettere del ciclo di Alessandro, da un papiro egiziano del II secolo (prima edizione, Firenze, 1947).
Oltre alla pubblicazione di altri papiri letterari e documentari, si dedicò all'insegnamento, dapprima liceale poi universitario, e pubblicò studi grammaticali e letterari; tra questi un'ottima e assai diffusa Grammatica greca per le scuole classiche (prima edizione Firenze, Sansoni, 1954; sesta edizione, 1976), la Morfologia storica della lingua greca (prima ed. Firenze, Vallecchi, 1954; nuova edizione, 1966), commenti a tragedie di Sofocle (Edipo re, 1ª ed. Firenze 1949, Edipo a Colono, 1ª ed. Firenze 1956), Antologia della lirica greca (1ª ed. Firenze, Sansoni, 1956; 3ª edizione, 1975) ecc.
Fu redattore dell'Enciclopedia italiana, e per molti anni autorevole commentatore delle problematiche scolastiche e universitarie (ma non solo) sulle pagine della Nazione (dal 1949), del Mattino dell'Italia centrale (dal 1951), del Resto del Carlino (dal 1957), del Corriere della sera (dal 1968) e di numerose riviste di cultura italiane e straniere. Fu membro del Consiglio Superiore della Pubblica Istruzione e ricevé la Medaglia d'oro della Presidenza della Repubblica per i benemeriti della scuola e della cultura, nonché una medaglia d'oro nella gara internazionale pascoliana di poesia latina (1962).
Un elenco selettivo dei suoi scritti è nel volume «Scritti in memoria di Dino Pieraccioni», a cura di M. Bandini e F. G. Pericoli, Firenze, Istituto Papirologico «G. Vitelli», 1993, pp. XI-XX. 
Degno di nota anche il suo impegno a favore del dialogo ebraico-cristiano, attraverso la sua partecipazione alla vita dell'Amicizia Ebraico Cristiana di Firenze e del suo Bollettino. 
I suoi resti riposano al Cimitero di Trespiano a Firenze.

## Omaggi
- A lui è dedicata a Firenze la Biblioteca Dino Pieraccioni, costruita nel 1983 in via Nicolodi, antica sede dell'Istituto Italiano per Ciechi.
- Gli è stato dedicato un convegno (Firenze, 16 gennaio 2013), i cui atti sono stati pubblicati a cura di S. Ferrone e A. Scarlino (La scuola tra classicità e modernità, tradizione e innovazione, Firenze, Consiglio regionale della Toscana, 2015).

## Opere
- D. Pieraccioni, Profili e ricordi, a cura di M. Bandini e A. Guida, Firenze, Le Lettere, 2019.
- D. Pieraccioni, Morfologia storica della lingua greca, Firenze, Vallecchi, 1954.
- D. Pieraccioni, Grammatica Greca, Firenze, Sansoni, I edizione 1953.
- D. Pieraccioni, Ricordo di Medea Norsa. Dieci anni dalla morte, «Belfagor» 17, 1962, pp. 482–485.